# Mariánské údolí (Brno)
Mariánské údolí (též Líšeňské údolí u Brna, v letech 1949–1989 Gottwaldovo údolí) se nachází převážně na východním okraji katastrálního území brněnské městské části Brno-Líšeň, ale zasahuje i do katastrálních území Mokrá u Brna a Horákov (obě tvoří obec Mokrá-Horákov) a Ochoz u Brna. Údolím protéká potok Říčka, který zde vytváří meandry a na němž bylo v letech 1953–1967 vybudováno pět údolních nádrží: Pod Hádkem, rybník Pod Hornekem, U Kadlecova mlýna, Pod hrádkem a U Muchovy boudy. Tři největší nádrže (U Kadlecova mlýna, Pod Hrádkem a U Muchovy boudy) měly původně zásobovat vodou cementárnu v Mokré. Dále se zde nachází několik mlýnů a výletních restaurací, z nichž nejznámější je Muchova bouda. Po obou stranách údolí se nacházejí lesy. Celé údolí je průjezdné jak na kole tak autem s povolením. Za komunismu bylo údolí přejmenováno na Gottwaldovo údolí.) a ve zdejším k tomu účelu po druhé světové válce vybudovaném areálu byly SČSP každoročně koncem června pořádány Manifestace práce a socialistického budování (od roku 1957 Líšeňské dožínky, hasičské soutěže a Mírové slavnosti), kterých se zúčastňovala řada komunistických funkcionářů, vystupovala zde i celá řada zpěváků a bývaly tu i různé pouťové atrakce.
Na severu Mariánského údolí, na toku Říčky, se nachází také několik jeskyní: Pekárna, Švédův stůl a Ochozská jeskyně. První dvě jsou volně přístupné, Ochozská jeskyně je přístupná pouze s průvodcem a za velmi pěkného počasí, jelikož při sebemenších deštích dochází k zatopení příchodu. Nad údolím se zvedají také dvě historicky proslulé ostrožny, z nichž na západní se nacházelo hradisko Staré Zámky, zatímco na východní lze dodnes nalézt skromné zbytky hradiska Horákov. Megalomanská výstavba na dlouhý čas znehodnotila turistickou funkci údolí, které se od roku 1990 začalo stávat opět cílem mnoha turistů. Díky své přírodě údolí přitahuje obyvatele Brna, kteří sem jezdí relaxovat. V oblasti Mariánského údolí se nachází velká chatařská oblast.

## Mírová manifestace 7. srpna 1938
Dne 7. srpna 1938 uspořádala Komunistická strana Československa, Svaz dělnictva v kapitalistickém průmyslu, Průmyslové svazy odborové, Proletářské tělovýchovné jednoty a Svaz dělnických volnomyslitelů v Mariánském údolí první Mírovou manifestaci. Program sestával z manifestačního pochodu za doprovodu hudby, jehož trasa vedla od „líšeňského
nádraží“ (dnes oblast bývalého muzea DPMB – Holzova) až do Mariánského údolí. V odpoledních hodinách na ní vystoupil i Klement Gottwald, který ve svém projevu mobilizoval síly pro obranu země před fašismem, dále zde vystupovaly i menšiny (Poláci, Němci a Maďaři), které se k myšlence Gottwalda přidaly. Podle odhadů tuto manifestaci navštívilo 8–9 tisíc lidí. Program doplnil noční orientační závod, volejbalový turnaj a plavecké závody. Pravidelně na shromáždění probíhala i ukázka cvičení s plynovými maskami a sborový zpěv.

## Výstavba tribun a dalšího vybavení 1946–1950
Úpravami údolí pro masové slavnosti byl pověřen brněnský architekt František A. Krejčí. Údolí Říčky na lukách poblíž Perníkářova mlýna bylo podle jeho projektu upravováno v délce asi 1 km. Mezi léty 1946 a 1950 byly postupně dokončeny terasy tribun přírodního hlediště pro 100 000 účastníků slavností, brána, areál pro kulturní, průmyslovou a zemědělskou výstavu, dětský koutek a vojenský polní tábor. Úprava údolí a strání byla prováděna formou dobrovolnické práce. Počet účastníků slavností se blížil počtu 200 000 lidí. V roce 1950 byla výstavba dokončena (silnice, přírodní hlediště po obou svazích s 16 000 betonovými lavičkami, divadlo se šatnami pro 250 účinkujících, sprchy a občerstvení, čestná tribuna s vládní lóží, sportovní hřiště, bazén, přijímací budova zv. vládní pavilon a některé další pavilony).

## Mírová slavnost 24. srpna 1947
První Mírová slavnost se v Mariánském údolí konala 24. srpna 1947, kdy byla ještě prezentována jako Manifestace KSČ brněnského kraje. Oslavě předcházela výstavba tribun a stánků. Na programu bylo množství projevů, včetně projevu Klementa Gottwalda, výstava předmětů vyrobených ve znárodněném průmyslu a místní kultury. Z kapel vystupovala například hornická oslavanská kapela a místní pěvecký sbor pod vedením Václava Zezuly.

## Slavnost práce 22. srpna 1948
Dne 22. srpna 1948 se zde konala slavnost Práce a nadplánů.

## Manifestace práce a socialistického budování 11. září 1949
Na žádost okolních obcí Brna-Líšně, Ochozu, Hostěnic a Horákova rozhodl dne 13. dubna 1949 Ústřední národní výbor o přejmenování Mariánského údolí na Gottwaldovo údolí.
Jako každoročně, tak i letos bude uspořádána v Gottwaldově údolí v Líšni 11. září 1949 krajská slavnost práce a budování. Je samozřejmé, že Sokolstvo našeho kraje se přímo zúčastní tohoto slavného podniku pracujících. Vedle účasti v pořadu slavnosti, která bude představována tělocvičnými vystoupeními vybraných celků, bude uspořádána tělovýchovným sborem KVS hvězdicová štafeta, která přinese do Gottwaldova údolí pozdravy sokolských jednot, skupin ČSM, národních výborů, akčních výborů NF, JSČZ, SBS, atd.
Rovnost, 08.07.1949

### Program
Od 7 hodin na hlavním pódiu:
- Spojené hudby SNB a armády
- soubor Československého svazu mládeže
- Tance žen a akrobatické skupiny brněnského kraje
- Umělecký soubor armády
- Hornický soubor z Rosic, Zastávky a Oslavan
- Olympijské družstvo mužů a žen Československé obce sokolské
- umělecký soubor Sboru národní bezpečnosti
- Národopisný soubor z Fialkova
- 300členný Lýskův dětský sbor
- Opera a balet Státního divadla v Brně

V poledních hodinách:
- Zahájení manifestace a přivítání hostů
- Předání štafety ČOS
- Zhodnocení krajské soutěže
- Hlavní politický projev předsedy vlády Antonína Zápotockého
- Vyznamenání vzorových pracovníků

Od 15. hodiny na Hlavním pódiu:
- Sovětské soubory a umělci
- sbor mládeže automobilových závodů „Stalin” v Moskvě
- taneční skupina „Berjozka” z Moskvy
- Vojenské tance – umělci Alexandrovova pěveckého a tanečního souboru sovětské armády „Rudý prapor”
- baletní mistr Pavel Virský[4]

## Manifestace práce a soutěžení 3. září 1950
na programu manifestace bylo několik výstav: výstava československo–sovětského přátelství, výstava těžkého průmyslu, dále výstava peněžnictví a distribuce. Jedna třetina území byla vyhrazena ukázce moderní české vesnice, přičemž byla expozice doplněna výstavou moderního výzkumnictví, výstavou práce lidové správy a kulturních institucí. Na konci výstavy se pak nacházela dětská část, která byla spojena s celým údolím kolejnicemi, po nichž jezdil vláček pro děti. Od 8–12 hodin probíhala estráda: vystoupení souboru vybraného mužstvem ČOS, artistické vystoupení a balet Národního divadla v Brně. Odpoledne vystupovaly sovětské soubory a 300členný pěvecký soubor.

## Využití v dalších letech
- Manifestace 6. července 1951 vystoupil Alexandrův ruský soubor společně s koncertem vojenské hudby, soubor Líšňáci předvedl starodávné líšeňské tance, vystoupily tělocvičné oddíly Sokola, vojenský soubor Jaslo a bulharský taneční soubor Christo Bolev.

- Krajská mírová slavnost československo–sovětského přátelství 31. srpna 1952 se konala, jejíž součástí byly stánky a expozice a kulturní program.

- Líšeňské dožínky 23. srpna 1953, zpěv a tanec řídil profesor Antonín Doležal a známý sběratel líšeňských národních písní František Svoboda.

- Líšeňské dožínky 5. září 1954, přičemž průvod začínal na nádraží a směřoval do Gottwaldova údolí. V čele průvodu pochodovalo banderium, vzadu pak květinami vyzdobené vozy, program doplnily starolíšeňské tance a kroje.

Od roku 1952 přestal přírodní amfiteátr, jehož údržba a dostavba byla příliš nákladná, sloužit k mohutným slavnostem. Od roku 1957 tak sloužil k pořádání Líšeňských dožínek, hasičských soutěží a Krajských mírových slavností.

## Mezinárodní festival romské kultury RomFest 27.–29. července 1990
První ročník světového RomFestu uspořádala Romská občanská iniciativa a její umělecká agentura Rom-art. Festivalu se zúčastnilo 45 tehdy ještě československých a několik zahraničních romských souborů z Francie, Jugoslávie, Polska, Maďarska, Rumunska, Bulharska, Norska, a tehdejšího Sovětského svazu. Součástí byla též výstava ze života Romů. Festivalu se účastnil i prezident Václav Havel.